# Horst Schnoor
Horst Schnoor (* 11. April 1934 in Hamburg) ist ein ehemaliger deutscher Fußballtorwart. Mit dem Hamburger SV gewann er 1960 die deutsche Fußballmeisterschaft und 1963 den DFB-Pokal. Für die „Rautenträger“ hat er von 1952 bis 1967 insgesamt 507 Pflichtspiele (zwei Tore) in Meisterschaft, Pokal und Europacup absolviert.

## Karriere

### Hamburger SV, 1952 bis 1967

#### Oberliga Nord, 1952 bis 1963

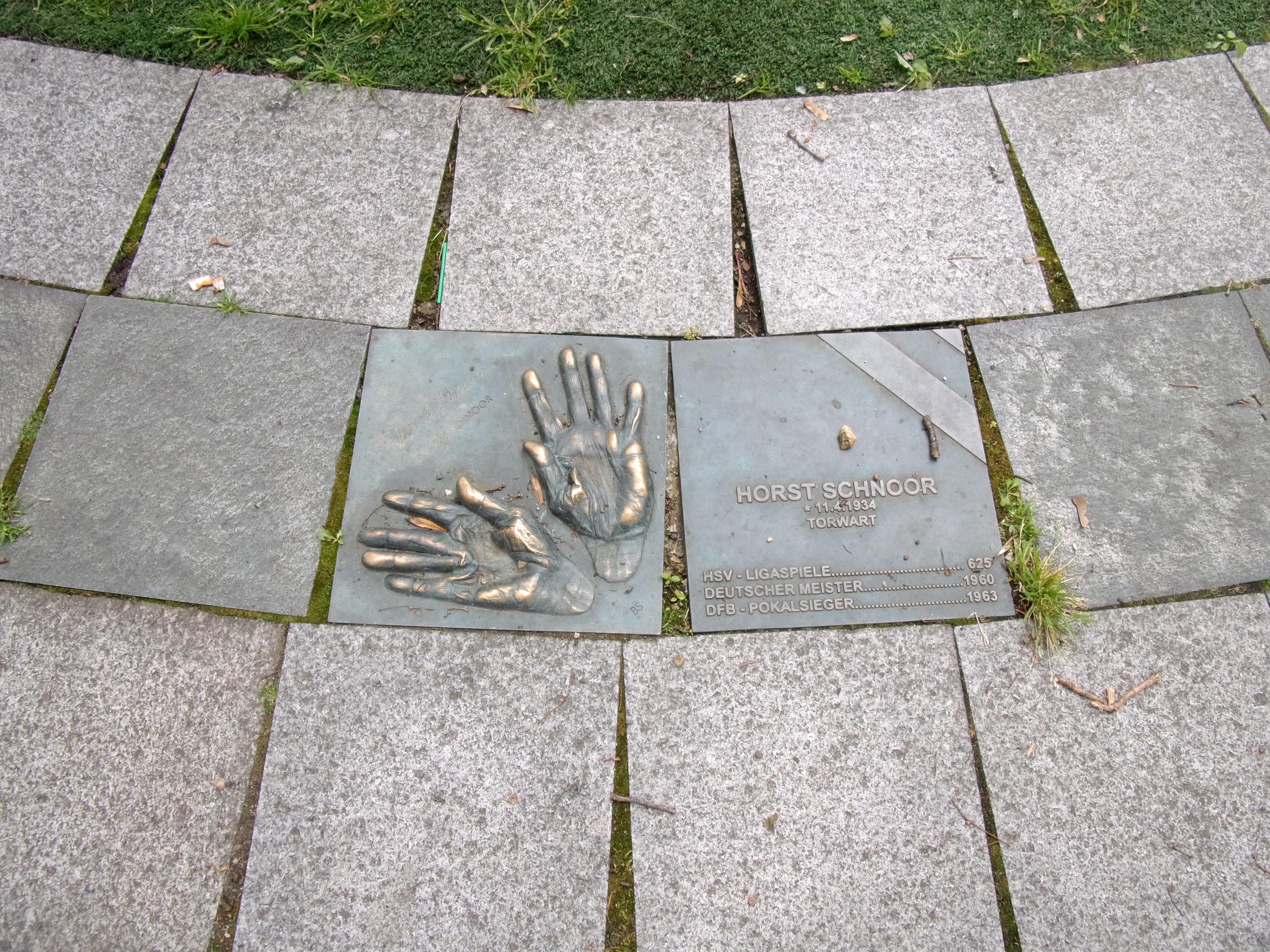
Ehrentafel für Horst Schnoor vor dem HSV-Stadion am Volkspark

Horst Schnoor begann seine Laufbahn beim Langenhorner TSV in Hamburg. 1952 wechselte er zum Hamburger SV. Für die nächsten 15 Jahre war er der Stammtorhüter des Vereins, bis er 1967, durch langwierige Verletzungen, von Özcan Arkoç verdrängt wurde. Insgesamt absolvierte der Nachfolger von Walter Warning 293 Spiele in der Oberliga Nord und 106 Spiele in der Bundesliga. 1959 beim 6:0 gegen Bremerhaven 93 und 1961 beim 4:2 gegen den VfR Neumünster schoss er jeweils ein Tor. 
Unter Trainer Georg Knöpfle debütierte der 18-Jährige am Starttag der Saison 1952/53, den 23. August 1952, mit einem 4:3-Heimerfolg gegen Altona 93 in der damals erstklassigen Oberliga Nord. Neben Jochenfritz Meinke war er der zweite Nachwuchsspieler, der neben gestandenen Leistungsträgern wie Josef Posipal und Herbert Wojtkowiak die Zukunft der Elf vom Rothenbaum darstellte. Am Rundenende feierte er mit dem HSV seine erste Nordmeisterschaft und zog damit in die Endrunde um deutsche Meisterschaft ein. Der junge Torhüter kam in allen sechs Gruppenspielen gegen den VfB Stuttgart, Borussia Dortmund und Union 06 Berlin zum Einsatz; sportlich war die Bilanz mit 3:9 Punkten für den Nordmeister aber nicht zufriedenstellend. Die Runde wurde mit einem 3:2-Sieg am 24. Juni 1953 am heimischen Rothenbaum gegen Holstein Kiel im Finale um den norddeutschen Pokal positiv abgeschlossen. Bis zum Ende der erstklassigen Oberligaära, 1962/63, gehörte der Torhüter noch neun weiteren Meistermannschaften des HSV an. Insgesamt hat er von 1953 bis 1963 zehn norddeutsche Meisterschaften gewonnen.
Ab der Runde 1954/55 gehörten mit Uwe Seeler und Klaus Stürmer zwei prägende Offensivakteure dem Team um Torhüter Schnoor an. Der Weg an die Spitze im DFB-Fußball war aber trotzdem mit Endspielniederlagen verbunden: 1956 verlor der HSV das DFB-Pokalfinale mit 1:3 Toren gegen Titelverteidiger Karlsruher SC; 1957 das erste Endspiel um die deutsche Meisterschaft mit 1:4 Toren gegen Titelverteidiger Borussia Dortmund und 1958 folgte die zweite Niederlage um die deutsche Meisterschaft mit 0:3 Toren gegen den FC Schalke 04. In allen drei Finals hütete Horst Schnoor das HSV-Tor, ein Schlussmann, welcher durch Reaktionsschnelligkeit und Unerschrockenheit in brenzligsten Situationen glänzte. Als zur Saison 1959/60 mit Gert Dörfel ein außergewöhnlich schneller, trickreicher und in Serie den Torjäger Uwe Seeler im Angriffszentrum mit Maßflanken bedienender linker Flügelstürmer zur Mannschaft von Trainer Günter Mahlmann dazu kam, setzte sich die HSV-Elf mit Torhüter Schnoor endlich die Krone auf. Am 25. Juni 1960 gewann der Hamburger SV mit 3:2 Toren das Endspiel gegen den 1. FC Köln um die deutsche Meisterschaft. Bei einer Gluthitze im Frankfurter Waldstadion setzte sich die junge HSV-Mannschaft in der zweiten Halbzeit gegen die Kölner Routiniers um Georg Stollenwerk, Josef Röhrig, Helmut Rahn und Hans Schäfer durch. Schnoor und Kollegen holten nach 32 Jahren wieder den Titel des Deutschen Meisters an die Alster.

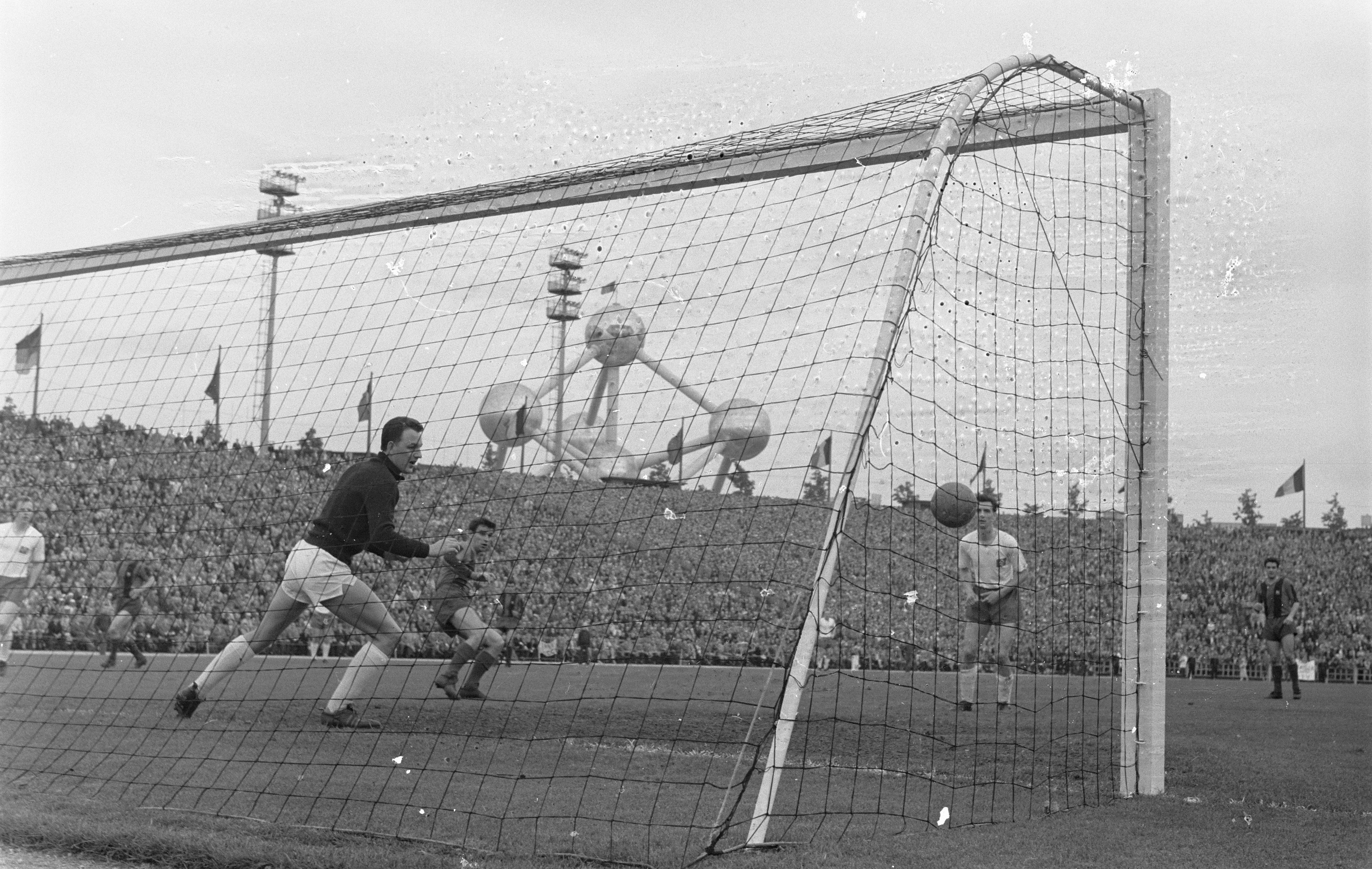
Horst Schnoor (links, im schwarzen Trikot) hütet im Brüsseler Heysel-Stadion das Tor. Halbfinal-Entscheidungsspiel des Europapokal der Landesmeister 1960/61 gegen den FC Barcelona, 3. Mai 1961. Im Hintergrund ist das Atomium zu erkennen

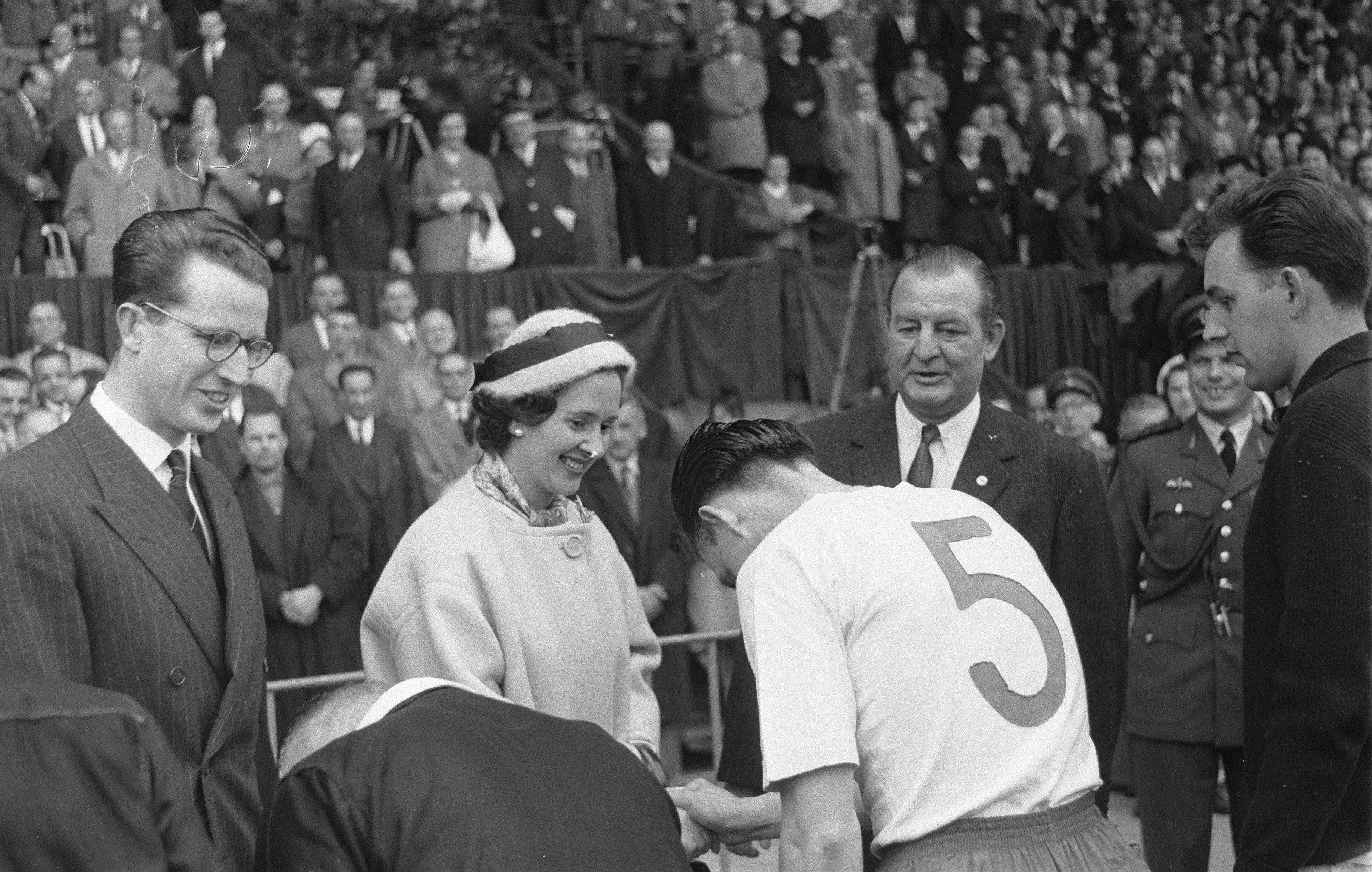
Horst Schnoor (rechts, im dunklen Trikot) wird dem belgischen König Baudouin und Königin Fabiola vorgestellt; links daneben mit der Rückennummer 5 sein Teamkollege Jochenfritz Meinke. Dies geschah in der Halbzeitpause während des Entscheidungsspiels gegen den FC Barcelona im Heysel-Stadion, 3. Mai 1961

Als Deutscher Meister kamen 1960/61 die Spiele um den Europapokal ins HSV-Programm. Zuerst wurde der Schweizer Meister Young Boys Bern (5:0, 3:3) ausgeschaltet, dann folgten die legendären Spiele gegen den FC Burnley und die Barcelona-Trilogie. Der englische Meister des Jahres 1960, der FC Burnley um Spielmacher Jimmy McIlroy, hatte in der 2. Runde Stade Reims den EC-Finalisten des Jahres 1959 ausgeschaltet. An einem Mittwochabend, den 18. Januar 1961, war der HSV auf „tiefem Geläuf“ vor 46.237 Fans im Turf Moor den „Clarets“ bei einer 1:3-Niederlage deutlich unterlegen. Das Rückspiel verfolgten am 15. März 74.000 im ausverkauften Volksparkstadion. Jürgen Werner beschattete erfolgreich FC-Spielgestalter McIlroy und durch Tore von Klaus Stürmer und Uwe Seeler ging der HSV mit einer 2:0-Führung in die Halbzeit. Nach dem 4:1 durch das zweite Seeler-Tor in der 61. Minute folgte eine halbe Stunde Zittern, da Burnley all seine kämpferischen Qualitäten in die Waagschale warf und den Gastgeber in die Verteidigung zwang. Doch Horst Schnoor war nicht zu überwinden. Im Halbfinale trafen Schnoor und Kollegen auf den CF Barcelona, welcher im Achtelfinale den fünffachen Cupsieger Real Madrid ausgeschaltet hatte und nicht zuletzt deshalb die Favoritenrolle bekleidete. Bei frühsommerlichen Temperaturen vor 90.000 Zuschauern im Camp Nou zeigte der Hamburger Torhüter am 12. April in Barcelona sein großes Können. Bei Weinrich ist notiert, „dass der (HSV) mit dem knappen 0:1 eine gute Ausgangsposition auf den Heimweg mitnehmen konnte, war in erster Linie dem Mann mit den tausend Händen, Horst Schnoor, zu verdanken.“ Laut Hoffmann zeigte er in den Europacupspielen gegen den FC Burnley und FC Barcelona im Frühjahr 1961 überragende Leistungen und erhielt vom spanischen Gegner Barcelona („Diesen Torwart wollen wir haben oder keinen.“) ein verlockendes Angebot, was Schnoor aber ablehnte.
Mit dem zehnten Meisterschaftsgewinn endete 1962/63 das Kapitel der erstklassigen Oberliga Nord; Schnoor hatte in 25 Ligaspielen im Tor gestanden und sein Freund Hans Krämer hatte ihn in fünf Ligaspielen vertreten. In der letzten Endrunde um die deutsche Meisterschaft enttäuschte der Serienmeister des Nordens aber gegen die Konkurrenten Borussia Dortmund, TSV 1860 München und Borussia Neunkirchen. Die Mannen um Schnoor und Uwe Seeler landeten mit 3:9 Punkten auf dem ungewohnten letzten Gruppenplatz. Insgesamt stehen für den HSV-Torhüter von 1952 bis 1963 in der Oberliga Nord 293 Ligaspiele – 2 Tore; je ein Tor gegen Bremerhaven 93 in der Saison 1958/59 und 1960/61 gegen den VfR Neumünster – und 54 Endrundeneinsätze um die deutsche Meisterschaft in der Statistik.

#### Bundesliga, 1963 bis 1967
Die Pflichtspiele im Debütjahr der Fußball-Bundesliga 1963/64 wurden durch die Pokalspiele um den DFB-Pokal des Jahres 1963 eröffnet. Unter Trainer Martin Wilke und mit den Neuzugängen Fritz Boyens und Willi Giesemann setzte sich der HSV zuerst im Viertelfinale am 31. Juli 1963 mit einem 1:0-Heimerfolg gegen den 1. FC Saarbrücken durch, entschied mit dem gleichen Resultat das Halbfinalspiel am 7. August vor 35.000 Zuschauern im Stadion am Zoo gegen den Wuppertaler SV und stand somit am 14. August, zehn Tage vor dem Bundesligastart, in Hannover im Finale gegen den amtierenden Deutschen Meister Borussia Dortmund. Uwe Seeler erzielte alle drei Treffer zum 3:0-Erfolg der Hamburger. Dass sich die BVB-Offensive mit Reinhold Wosab, Aki Schmidt, Franz Brungs, Burghard Rylewicz und Gerd Cyliax sich nicht durchsetzen konnte, war auch ein Verdienst der von Schnoor dirigierten HSV-Defensive. Drei Tage danach bestritt der Pokalsieger ein internationales Freundschaftsspiel gegen Arsenal London (2:2) und debütierte am 24. August mit einem 1:1-Auswärtsremis bei Preußen Münster in der Bundesliga. Nach dem vierten Spieltag in der neuen Leistungsklasse – nach Münster gab es drei Erfolge gegen Saarbrücken (4:2), Karlsruher SC (4:0) und Eintracht Frankfurt (3:0) – führte der HSV punktgleich mit jeweils 7:1 Zählern gemeinsam mit dem 1. FC Köln und dem FC Schalke 04 die Bundesligatabelle an. Unmittelbar vor den Spielen im Europapokal der Pokalsieger gegen den FC Barcelona im November/Dezember 1963 verloren die „Rothosen“ im November die zwei Spitzenspiele gegen den Meidericher SV (0:4) und den 1. FC Köln (1:4) und rutschten auf den sechsten Rang ab. Aus Barcelona kamen Schnoor und Kollegen mit einem torreichen 4:4 nach Hamburg zurück, wo sie sich am 11. Dezember nach einem torlosen 0:0 trennten und schließlich im Entscheidungsspiel am 18. Dezember in Lausanne mit 3:2 durchsetzten. Die Saison beendeten die Norddeutschen auf dem sechsten Rang, Schnoor hatte in 29 von 30 Ligaspielen im Tor gestanden; darunter auch am 7. März 1964, drei Tage nach dem 1:1-Heimremis im Europacup gegen Olympique Lyon, bei einer deprimierend hohen 2:9-Auswärtsniederlage bei 1860 München. Nach Beendigung der Bundesligasaison gehörte der Torhüter einer HSV-Delegation an, der bei einer USA-Reise unter anderem am 24. Mai in New York ein 2:0-Erfolg gegen den FC Liverpool gelang.
Die Zeit der Erfolge war aber nun vorbei. In den nächsten drei Runden war der ehemalige Spieler vom Langenhorner TSV zwar weiterhin die unumstrittene Nummer eins im Tor des HSV, aber die „Rautenträger“ konnten sich im Gegensatz zur Oberligaära in der Bundesliga nicht in der Spitzengruppe etablieren. Trotz der Zugänge von Willi Schulz, Egon Horst und Manfred Pohlschmidt zur Saison 1965/66 reichte es im WM-Jahr 1966 lediglich zu einem neunten Rang. Schnoor hatte in 31 Ligaspielen mitgewirkt und sein Vertreter Erhard Schwerin hatte ihn in den drei restlichen Spielen vertreten. War der HSV mit Torhüterroutinier Schnoor mit 6:2 Punkten nach vier Spieltagen gut in die Saison 1966/67 gestartet, so war man am Rundenende am Rothenbaum froh, mit einem 2:1-Heimerfolg gegen Absteiger Fortuna Düsseldorf die Saison mit 30:38 Punkten auf dem rettenden 14. Platz beendet zu haben. Schnoor war in zehn von 34 Ligaspielen von Schwerin vertreten worden. Nach einem Mittelfußknochenriss im Jahr 1964, einem Jochbeinbruch 1965 hatte er sich im Achtelfinalwiederholungsspiel am 15. Februar 1967 gegen den 1. FC Köln (2:0) einen Muskelfaserriss zugezogen, so dass Schwerin auch als sein Vertreter im Viertelfinale (Kickers Offenbach; 2 Spiele) und Halbfinale beim 3:1-Erfolg gegen Alemannia Aachen im Tor stand. Beim Pokalendspiel am 10. Juni 1967 in Stuttgart gegen FC Bayern München hütete Schnoor wieder das HSV-Tor. Er war aber chancenlos beim 4:0-Erfolg der Mannschaft um Franz Beckenbauer und Gerd Müller und zog sich auch noch einen Achillessehnenanriss zu. Nach Operation riss die Sehne im Schwimmbad zum zweiten Mal und er wurde erneut operiert. Er war 33 Jahre alt und die sportliche Zukunft war ungewiss. Der HSV verpflichtete unter diesen Vorzeichen zur Saison 1967/68 Özcan Arkoç und der Stammtorhüter der Jahre 1952 bis 1967 kehrte nie mehr in das HSV-Tor zurück. Im Sommer 1969 beendete er nach einem zuletzt geltenden „Ehrenvertrag“ endgültig nach insgesamt 507 Pflichtspieleinsätzen für den HSV seine sportliche Laufbahn.

### Auswahlspiele
Schnoor absolvierte nie ein Spiel für die deutsche A-Nationalmannschaft. Am 3. August 1960 gehörte er beim Länderspiel in Reykjavík gegen Island zwar zum Aufgebot, spielte aber nicht. Bundestrainer Sepp Herberger setzte auf Hans Tilkowski im Tor. In den beiden Freundschaftsspielen im Anschluss an das Länderspiel gegen die isländischen Vereinsmannschaften Akranes und KR Reykjavík stand er dagegen im Tor. Auch beim Länderspiel am 8. März 1961 in Frankfurt am Main gegen Belgien (1:0) musste er mit der Ersatzbank vorliebnehmen. Als der Bundestrainer am 26. März 1961 in Santiago ein Länderspiel gegen den kommenden Gastgeber der Weltmeisterschaft 1962 in Chile absolvierte, war Schnoor erneut Ersatztorhüter. Am 13. Dezember 1961 hütete er beim Testspiel des HSV gegen die Nationalmannschaft beim 4:3-Erfolg gegen die Herberger-Schützlinge das Tor seiner Vereinsmannschaft. Im April 1962 nach dem Länderspiel gegen Uruguay gab der DFB sein 40er Aufgebot das WM-Turnier bekannt. Bei den Torhütern wurden Wolfgang Fahrian, Hans Tilkowski, Günter Sawitzki, Fritz Ewert, Horst Kirsch und Günter Bernard gemeldet. Horst Schnoor gehörte nicht mehr dem Kreis der Nationalmannschaft an.
1955 und 1959 absolvierte er jeweils ein Spiel in der B-Nationalmannschaft gegen Jugoslawien bzw. Ungarn und 1956 bestritt er ein Junioren-Länderspiel gegen Belgien. Mit der Auswahl von Norddeutschland (NFV) lief er von 1957 bis 1965 in sechs Repräsentativspielen gegen Süddeutschland, Südwestdeutschland, Nordholland, Westdeutschland und zweimal gegen Jütland auf.
In den Ranglisten der Fachzeitschrift Kicker wurde er von Sommer 1957 bis Winter 1961/62 aufgeführt. Die beste Platzierung bekam er für das erste Halbjahr 1961, als er in der Rubrik „Internationale Klasse“ aufgelistet wurde.

## Erfolge
- Deutscher Meister: 1960
- Deutscher Vizemeister: 1957, 1958
- Deutscher Pokalsieger: 1963
- Deutscher Pokalfinalist: 1956
- Norddeutscher Meister: 1953, 1955, 1956, 1957, 1958, 1959, 1960, 1961, 1962, 1963
- Norddeutscher Pokalsieger: 1953, 1956, 1957, 1959, 1960
- Norddeutscher Pokalfinalist: 1958

Außerdem stand Schnoor 1961 im Halbfinale des Europapokals der Landesmeister. Dort scheiterte er mit dem HSV in drei Spielen am FC Barcelona.

## Beruf
Nach dem Ende seiner Laufbahn arbeitete er als Kraftfahrzeugkaufmann und war Besitzer einer chemischen Reinigung im Herold Center in Norderstedt. Rheuma verhinderte allmählich alle sportlichen Aktivitäten. Der zweifache Familienvater führte sein Reinigungsgeschäft bis 1988. Von seinen 15 HSV-Jahren hat Ehefrau Gerda fast zwanzig Bände in Buchform zur Erinnerung angelegt.
Es besteht kein Verwandtschaftsverhältnis mit dem späteren Hamburger Spieler Stefan Schnoor.